# Chiesa di San Vincenzo Martire (Neviano degli Arduini)
La chiesa di San Vincenzo Martire è un luogo di culto cattolico dalle forme neoromaniche, situato in strada Urzano ad Urzano, frazione di Neviano degli Arduini, in provincia e diocesi di Parma; è sede di una parrocchia compresa nella zona pastorale della Montagna.

## Storia
Il luogo di culto originario fu eretto in epoca medievale in località La Bricola; la più antica testimonianza della sua esistenza risale al 1230, quando la Capelle de Urzano fu citata nel Capitulum seu Rotulus Decimarum della diocesi di Parma tra le dipendenze della pieve di Sasso.
L'edificio fu nominato anche in un documento del 1299 e nell'Estimo diocesano del 1354; nel Regesto antico del 1494 comparve per la prima volta la dedicazione del tempio a san Vincenzo martire.
Nel 1564 la chiesa fu elevata a sede parrocchiale autonoma.
Nel 1650, di fronte al profondo degrado del luogo di culto medievale, gli abitanti di Urzano decisero di costruirne uno nuovo, ma non raggiunsero l'accordo sul sito su cui erigere il tempio; sei anni dopo, il vescovo di Parma Carlo Nembrini impose di edificare la chiesa in posizione baricentrica e i lavori furono avviati il 31 gennaio 1656 su un terreno appartenente a tal Gabriele de la Nive; il cantiere fu portato a termine nel 1661. Due anni dopo fu completato anche il campanile.
Nel 1925 fu avviata una serie di lavori di completa ristrutturazione della chiesa in forme neoromaniche; dopo la risistemazione del tetto, nel 1930 fu riedificata la sagrestia, mentre nel 1935 la navata fu allungata e sopraelevata e la facciata fu ricostruita; intorno al 1950 fu rifatta la pavimentazione interna. Nel 1960 fu aggiunto il nuovo fonte battesimale, mentre nel 1979 gli interni furono decorati dal pittore Ragazzini.
Dopo il terremoto del 2008, tra il 2012 e il 2017 il luogo di culto fu rinforzato strutturalmente e restaurato.

## Descrizione

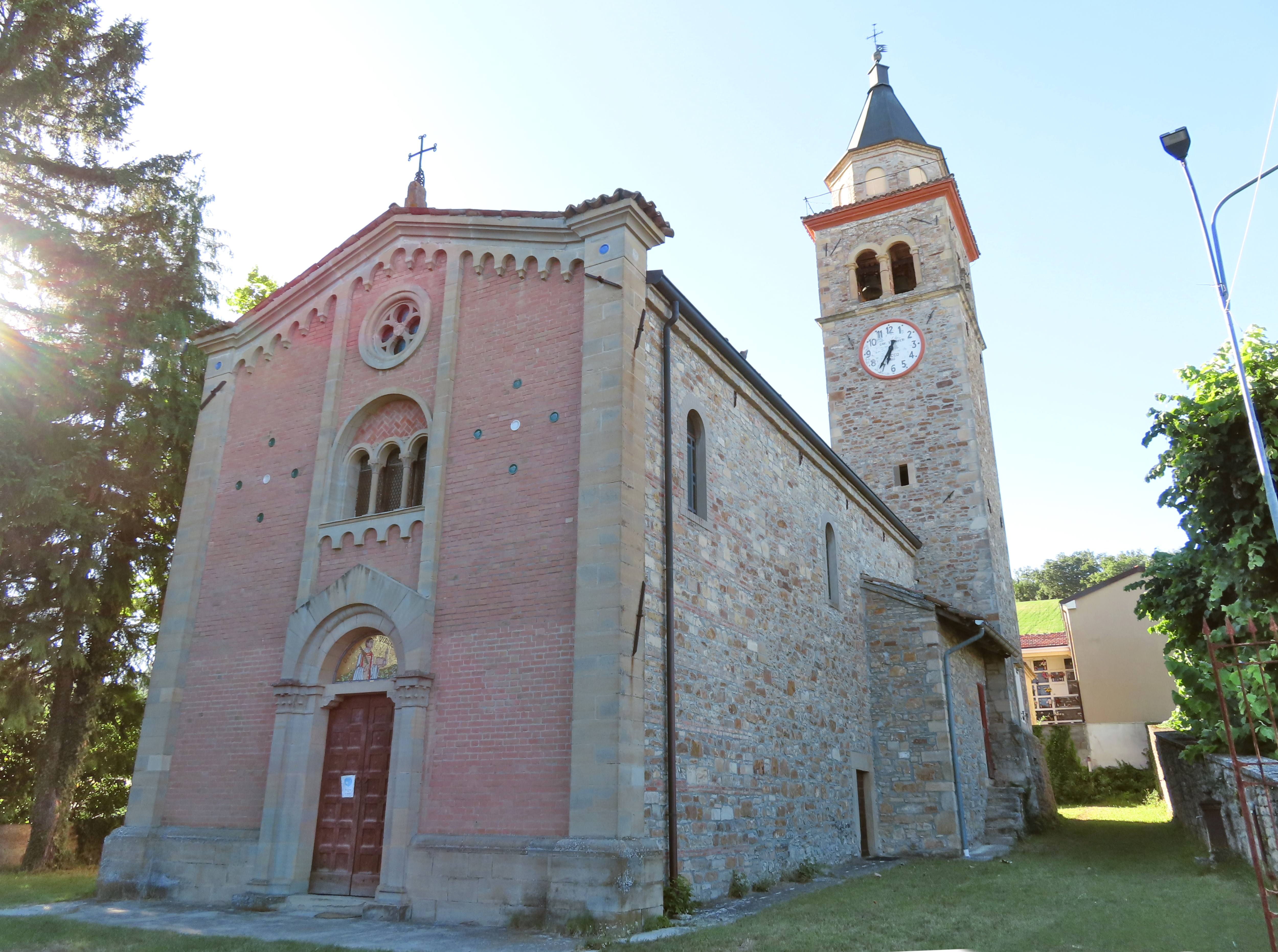
Facciata e lato est

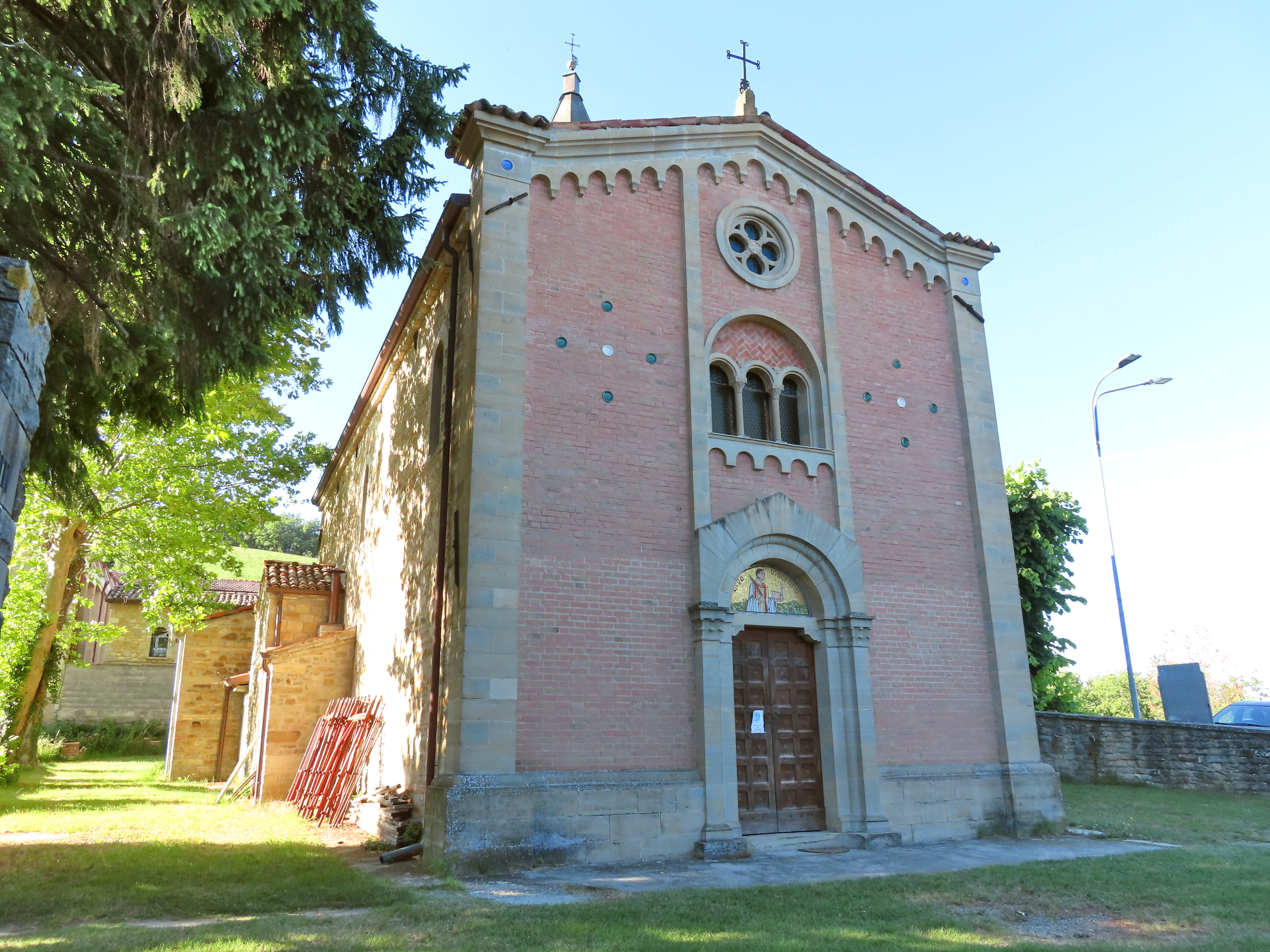
Facciata e lato ovest

La chiesa si sviluppa su un impianto a navata unica affiancata da una cappella per lato, con ingresso a sud e presbiterio a nord.
La simmetrica facciata a capanna, rivestita in laterizio, è delimitata da due paraste in arenaria; al centro è collocato l'ampio portale d'ingresso strombato, delimitato da due lesene in pietra e coronato da una lunetta ad arco a tutto sesto, al cui interno si trova un mosaico raffigurante San Vincenzo martire; più in alto si apre una trifora scandita da colonnine, mentre in sommità è posto un rosone quadrilobato; a coronamento corre lungo gli spioventi del tetto un motivo ad archetti pensili.
Dai fianchi, interamente rivestiti in pietra, aggettano i bassi volumi delle cappelle laterali; sul fondo del prospetto destro si erge l'alto campanile, la cui cella campanaria si affaccia sulle quattro fronti attraverso ampie bifore scandite da colonnine; in sommità si erge una lanterna a pianta ottagonale, coronata da una guglia in rame.
All'interno la navata, coperta da un soffitto a capriate lignee, è affiancata dalle due ampie arcate a tutto sesto delle cappelle laterali, chiuse superiormente da volte a botte.
Il presbiterio, lievemente sopraelevato, è preceduto dall'arco trionfale, affiancato da due nicchie; l'ambiente, coperto da una volta a botte, accoglie l'altare maggiore ligneo a mensa, realizzato tra il 1970 e il 1980 riassemblando alcuni pezzi dell'altare settecentesco in cartapesta dorata; sul fondo si staglia, all'interno di una cornice aurea riccamente intagliata, la grande pala del 1661 raffigurante la Nascita della Vergine, san Vincenzo e un santo vescovo, sormontata da una piccola tela cinquecentesca rappresentante la Natività di Gesù.
La chiesa accoglie varie opere di pregio, tra cui quattordici dipinti raffiguranti le stazioni della Via Crucis, eseguiti nel 1776 da Paolo Ferrari, un ciclo di otto oli ritraenti gli apostoli Giovanni Evangelista, Giacomo il Minore, Giacomo il Maggiore, Tommaso, Andrea, Filippo, Simone e Pietro, i quadri rappresentanti la Nascita di Gesù, risalente al XVI secolo, e la Madonna col Bambino, realizzata nel XVIII secolo, un tabernacolo seicentesco dipinto, una croce astile seicentesca in ottone e una pace cinquecentesca in rame argentato e sbalzato.